# Bahnstrecke Straßgräbchen-Bernsdorf–Hoyerswerda
| Streckennummer: | 6595                 |                                       |                                |
| Kursbuchstrecke: | —                    |                                       |                                |
| Streckenlänge: | 17,299 km            |                                       |                                |
| Spurweite: | 1435 mm (Normalspur) |                                       |                                |
| Streckenklasse: | CE                   |                                       |                                |
| |                      |                                       |                                |
| \| \| \| von Dresden-Klotzsche \| \| \| \| \| von Kamenz (Sachs) \| \| \| \| 0,000 \| Straßgräbchen-Bernsdorf (Oberlausitz) \| 146 m \| \| \| \| nach Lübbenau \| \| \| \| \| Gleisende \| \| \| \| 3,810 \| Anschluss Tanklager \| Anschluss Tanklager \| \| \| 9,080 \| Zeißholz \| 145 m \| \| \| 9,90 \| Anschluss Brikettfabrik \| Anschluss Brikettfabrik \| \| \| 13,600 \| Anst Ziegelei Gebr. Stegmann \| Anst Ziegelei Gebr. Stegmann \| \| \| \| Anschluss Bröthener Ziegelwerke \| 140 m \| \| \| 14,100 \| Anst Ziegelei Einigkeit/Lorenz \| Anst Ziegelei Einigkeit/Lorenz \| \| \| \| Anst Torfwerk Michalken \| 140 m \| \| \| 14,650 \| Anst Ziegelei Gebr. Weist \| Anst Ziegelei Gebr. Weist \| \| \| \| von Hoyerswerda Pbf \| \| \| \| 17,299 \| Hoyerswerda Gbf \| 118 m \| \| \| \| nach Neupetershain \| \| \| \| \| nach Falkenberg \| \| |                      |                                       |                                |
| Strecke (außer Betrieb) |                      | von Dresden-Klotzsche                 | von Dresden-Klotzsche          |
| Abzweig ehemals geradeaus und von rechts |                      | von Kamenz (Sachs)                    | von Kamenz (Sachs)             |
| Bahnhof | 0,000                | Straßgräbchen-Bernsdorf (Oberlausitz) | 146 m                          |
| Abzweig geradeaus und nach links |                      | nach Lübbenau                         | nach Lübbenau                  |
| |                      | Gleisende                             |                                |
| Blockstelle (Strecke außer Betrieb) | 3,810                | Anschluss Tanklager                   | Anschluss Tanklager            |
| Dienststation / Betriebs- oder Güterbahnhof (Strecke außer Betrieb) | 9,080                | Zeißholz                              | 145 m                          |
| Blockstelle (Strecke außer Betrieb) | 9,90                 | Anschluss Brikettfabrik               | Anschluss Brikettfabrik        |
| Abzweig geradeaus und von links (Strecke außer Betrieb) | 13,600               | Anst Ziegelei Gebr. Stegmann          | Anst Ziegelei Gebr. Stegmann   |
| Blockstelle (Strecke außer Betrieb) |                      | Anschluss Bröthener Ziegelwerke       | 140 m                          |
| Abzweig geradeaus und von links (Strecke außer Betrieb) | 14,100               | Anst Ziegelei Einigkeit/Lorenz        | Anst Ziegelei Einigkeit/Lorenz |
| Blockstelle (Strecke außer Betrieb) |                      | Anst Torfwerk Michalken               | 140 m                          |
| Abzweig geradeaus und nach rechts (Strecke außer Betrieb) | 14,650               | Anst Ziegelei Gebr. Weist             | Anst Ziegelei Gebr. Weist      |
| Abzweig ehemals geradeaus und von rechts |                      | von Hoyerswerda Pbf                   | von Hoyerswerda Pbf            |
| ehemaliger Dienststation / Betriebs- oder Güterbahnhof | 17,299               | Hoyerswerda Gbf                       | 118 m                          |
| Abzweig geradeaus und ehemals nach rechts |                      | nach Neupetershain                    | nach Neupetershain             |
| Strecke |                      | nach Falkenberg                       | nach Falkenberg                |

Die Bahnstrecke Straßgräbchen-Bernsdorf–Hoyerswerda (auch als Zeißholzbahn bezeichnet) war eine 17 km lange normalspurige Industriebahn im heutigen Freistaat Sachsen. Sie entstand 1911 aus zwei miteinander verbundenen Einzelstrecken, die wiederum aus Pferdebahnen von mehreren Tagebauen und anderen Industriebetrieben entstammten.

## Geschichte
Seit 1882 betrieben Glashüttenbesitzer eine normalspurige und ca. 1,5 km lange Pferdebahn, die vom 1877 eröffneten Bahnhof Straßgräbchen an der Strecke Lübbenau–Kamenz ausging. In den darauffolgenden Jahren wurde sie zu einem 3,5 km entfernt gelegenen Braunkohletagebau verlängert.
Schon im Juli 1881 wurde weiter nördlich in einem weiteren Braunkohletagebau (Tagebau Amalia) ebenfalls eine 750-mm-Pferdebahn zum Bahnhof Hoyerswerda eröffnet, an die rasch weitere Gruben angeschlossen wurden. Mit der Einstellung der Braunkohlenförderung im Tagebau Amalia kam auch der Betrieb der mittlerweile mit Dampflokomotiven betriebenen Schmalspurbahn 1904 zum Erliegen. Nach der Umspurung 1906 bot es sich an, die beiden Strecken zu verbinden, was 1911 geschah. Gleichzeitig wurde durch eine Streckenverlegung die Ortsdurchfahrt Bernsdorf beseitigt, welche für die gestiegenen Beförderungsleistungen hinderlich war. Das alte Streckengleis diente aber noch bis 1928 verschiedenen Betrieben als Anschlussgleis.
1957 wurde der Verkehr zwischen Zeißholz Brikettfabrik und der Bröthener Ziegelei eingestellt und die Gleise nachfolgend abgebaut. Auf den zwei verbliebenen Teilstrecken wurden noch bis Anfang der 1990er Jahre mehrere Gleisanschlüsse bedient, doch auch hier ist der Verkehr mittlerweile beendet worden.
Die Strecke wurde nach 2000 fast vollständig abgebaut.